# شمعون (بدافزار)

شمعون (بدافزار)

شمعون (به انگلیسی: Shamoon) نام یک بدافزار رایانه ای است که در آگوست سال ۲۰۱۲ کشف شد. این بدافزار بر روی رایانه‌هایی بر پایه سیستم‌عامل مایکروسافت ویندوز عمل می‌کند. (گزارش بر روی مایکروسافت ویندوز ان-تی بوده‌است ولی مشخص نشده‌است که بر روی سایر ویندوزها نیز درست عمل می‌کند.) نام شمعون برگرفته از مشخصه‌ای است که بدافزار در هنگام پاک کردن از خود به جای می‌گذارد. بدافزاری که به اتهام جاسوسی اینترنتی در بخش انرژی استفاده می‌شود.

## عملکرد
این بدافزار با پاک کردن اطلاعات (احتمالاً سرقت آن‌ها)، بخشی از عکسی از پرچم سوخته آمریکا جایگزین آن می‌کند. شمعون، مخرب فایلهای رایانه بوده و با بازنویسی مستر بوت رکورد،(MBR) تلاش می‌کند که سیستم‌عامل رایانه را تخریب کند.
این بدافزار دارای سه جزء آلوده کننده، پاک‌کننده و گزارش‌کننده‌ است.

## اتهام
آمریکا، ایران را متهم به ساخت این بدافزار کرده‌است. مقامات امنیتی آمریکا اعلام کردند شواهدی را جمع‌آوری کرده‌اند که نشان می‌دهد جمهوری اسلامی ایران این بدافزار را طراحی کرده‌است و هزاران دستگاه رایانه در شرکت ملی نفت «آرامکو» در عربستان و شرکت «راسگاز» در قطر را آلوده کرده‌است. وزیر دفاع آمریکا همچنین اعلام کرد که بدافزار فوق به فایل‌های با محتوای حساس کامپیوترهای آلوده دسترسی پیدا کرده، محتوا را به سرقت برده و تصویر یک پرچم در حال سوختن آمریکا را جایگزین آن می‌کند.